# Торретти, Джузеппе
Джузеппе Торретти, или Торретто (итал. Giuseppe Torretti, Torretto; 29 августа 1664, Паньяно д’Азоло — 13 декабря 1743, Венеция) — итальянский скульптор из Венеции, работал в эпоху барокко.

## Биография
О жизни скульптора сохранилось мало свидетельств. Известно, что он родился в д’Азоло, провинция Тревизо. Около 1680 года прибыл в Венецию, работал резчиком по камню и дереву. Вероятно, изготавливал деревянные статуи для венецианских церквей, но достоверные сведения о них отсутствуют.
Позднее Торретти имел свою мастерскую в Венеции, в районе Кастелло. В 1710 году вместе с П. Баратта, архитектором Д. Росси и другими художниками отправился в Рим для изучения памятников античного искусства. 1711 годом датируется деревянное Распятие, которое Торретти выполнил для венецианской церкви Сан-Моизе.
Под влиянием произведений античной скульптуры периода эллинизма и неоаттической школы индивидуальный стиль Торретти постепенно эволюционировал от барокко к неоклассицизму. Мягкие складки одежд в его скульптурах и удлинённые пропорции фигур действительно напоминают работы мастеров эллинизма. Торретти успешно работал по заказам аристократической венецианской семьи Манин. Он выполнял скульптуру для интерьеров Палаццо Дольфин-Манин, расположенного на Гранд-канале близ моста Риальто. Он создал статуи архангела Михаила и Дельфийской сивиллы для Капеллы Манин в церкви Скальци, или Санта-Мария-ди-Назарет (1716).
В следующем году по воле Романелло Манин Джузеппе в сотрудничестве с архитектором Доменико Росси начал работу для главного алтаря собора в Удине. Он создал рельефы и статуи Девы Марии и Архангела Гавриила для сцены Благовещения.
Торретти работал для венецианских церквей Санта-Мария-Формоза и Санти-Джованни-э-Паоло. Одно из самых известных произведений Торретти — аллегорическая фигура Смирения (dell’Umiltà) в венецианской церкви Санта-Мария-дей-Кармини.
В 1724 году Торретти был назначен первым настоятелем Коллегии скульпторов (primo priore del Collegio degli scultori). Его заслугой в этой должности считают санкционирование разделения профессий: скульпторов-художников и ремесленников, резчиков по камню.
Джузеппе Торретти принимал заказы на создание декоративных скульптур для загородных вилл, садов и парков. В августе 1716 года по заказу С. Л. Рагузинского, доверенного лица русского царя Петра I, Торретти работал над скульптурами для Летнего сада в Санкт-Петербурге. К апрелю следующего года Торретти создал изображения Нарцисса, Адониса, Венеры, Дианы с путто и собачкой. Две последние скульптуры, обе подписанные, находятся в экспозиции Меншиковского дворца в Санкт-Петербурге (Дворец-музей Меншикова является частью в Государственного Эрмитажа). Адонис — в здании Зимнего дворца. Другие скульптуры пропали без вести в первой половине двадцатого века.
Торретти оказал влияние на многих мастеров скульптуры классицистического направления в области Венето.
Джузеппе Торретти скончался 13 декабря 1743 года в возрасте 79 лет. Его сестра Чечилия вышла замуж за торговца Себастьяно Бернарди. Их сын Джузеппе Бернарди, племянник и ученик Торретти Старшего, также стал скульптором. В благодарность за воспитание он взял фамилию Торретти и стал называться Джузеппе Торретти Второй (1694—1773), или Торреттино (Torrettino). Торретти Второй был первым учителем скульптора А. Кановы.

## Галерея
- Распятие. Капелла Фоскарини. Ок. 1700. Церковь Сан-Стае, Венеция
- Архангел Селафиил. Церковь Санта-Мария-Ассунта, Венеция
- Дельфийская сивилла. 1716. Санта-Мария-ди-Назарет, Венеция
- Смирение. 1716. Санта-Мария-дей-Кармини
- Адонис. 1716—1717. Зимний дворец, Санкт-Петербург
- Диана. 1716—1717. Меншиковский дворец, Санкт-Петербург
- Венера. 1716. Меншиковский дворец, Санкт-Петербург